# Tretya Meshchanskaya
Tretya Meshchanskaya é um filme de drama soviético de 1927 dirigido por Abram Room.

## Enredo
Um impressor da província vai a Moscou e se instala no quarto de seu amigo da linha de frente, cuja esposa começa a se interessar muito pelo impressor e por sua cortesia.

## Elenco
- Vladimir Fogel como Volodya
- Nikolay Batalov como Kolya
- Lyudmila Semyonova como Lyuda Semyonova
- Leonid Yurenev
- Yelena Sokolova
- Mariya Yarotskaya